# Legnotomyia trichorhoea
Legnotomyia trichorhoea är en tvåvingeart som först beskrevs av Friedrich Hermann Loew 1855.  Legnotomyia trichorhoea ingår i släktet Legnotomyia och familjen svävflugor. Inga underarter finns listade i Catalogue of Life.